# Kiko Matamoros
Kiko Matamoros   (Madrid, 27 de desembre de 1956) és un personatge mediàtic espanyol que ha exercit, entre d'altres, com a col·laborador de programes de televisió, actor, model i representant artístic.
És i ha estat una cara habitual de programes del cor a la cadena televisiva espanyola Telecinco, com ara Crónicas Marcianas, Salsa Rosa, A Tu Lado, La Noria i Sálvame.

## Biografia
Fill de Manuel Matamoros Ripoll, mort a Madrid el 5 de juliol de 2011 als 85 anys, i Enriqueta Hernández Martín, morta en Madrid el 26 de juliol de 2001 als 76 anys. Kiko va néixer en el si d'una família de classe mitjana, i és germà de Coto Matamoros. Amb 17 anys va començar a estudiar a la facultat de dret de la Universitat Complutense de Madrid, però no va concloure la carrera.
Poc després, va començar a treballar com a model i va conèixer a Marián Flores (la seva primera dona i germana de la coneguda model espanyola Mar Flores). Marián va ser una de les hostesses del mític programa Un, dos, tres ... responda otra vez, cosa que la va fer saltar a la fama i protagonitzar algunes portades de revistes. A poc a poc, va anar retirant-se del món mediàtic i va decidir viure una vida més tranquil·la, abans del seu matrimoni amb Matamoros.
Mentre va estar casat amb Marián, Kiko va començar a treballar com a representant d'artistes amb qui, en aquest moment, era marit de Mar Flores (el seu ex-cunyat), a l'empresa que aquest tenia. Després del seu divorci poc amistós, va trencar tota mena de contacte tant amb Marián, com amb la família d'aquesta.
Kiko va començar una nova vida al costat de Makoke (la seva segona dona i mare de la seva filla petita, Ana Matamoros) i va seguir amb el seu ofici com a representant d'artistes, lluny del qui va ser el seu cunyat.
Kiko va ser representant de Carmen Ordóñez fins que va morir el 2004, havent estat grans amics.
Aquesta amistat li va fer donar el salt a la fama. Ja l'any 1999, va fer la seva primera aparició pública com 'Juan Matamoros' al programa de televisió Crónicas Marcianas en el qual treballava el seu germà bessó, Coto Matamoros. L'any 2002, col·laborava en el programa Salsa Rosa .
Tal va ser el seu salt a la fama que l'any 2005 va participar en la segona edició del  reality Gran Hermano VIP , el qual va abandonar a les 2 setmanes de entrar-hi.
Després d'això va començar a treballar en diversos programes de Telecinco com  A tu lado, Sálvame, La Noria, TNT, Deluxe  o Resistiré, ¿vale?. A més a més, Kiko ha treballat com a actor per a la sèrie de Telecinco Esposados i tingué el paper de presidiari a la pel·lícula Torrente 4: Lethal Crisis. També ha col·laborat en programes esportius per a Energy como ara en Tiki-Taka i per Intereconomía en el programa Punto pelota, en el qual continua en l'actualitat. En els anys 2017 i 2018 va aparèixer com un dels més grans morosos de país en el llistat oficial de deutors a l'Agència Tributària. En concret el seu deute amb la hisenda pública espanyola ascendia a 1.016.643 euros l'any 2018.

## Vida personal
Va estar casat amb Marian Flores, germana de Mar Flores, des de 1984 fins a 1998, amb la qual va tenir quatre fills: Lucía (1985), Diego (1986), Laura (1993) i Irene (1998). Té un net Matías Aparicio Matamoros (2018), fill de la seva filla Laura i Benji Aparicio. En 1998 comença una relació amb María José Giaever, coneguda com a Makoke, amb la qual ha tingut una filla: Ana (2000) i el 16 de setembre de 2016 contragueren matrimoni civil després de 18 anys junts. El gener de 2010 fou detingut al domicili familiar després de ser denunciat davant la Guàrdia Civil per la seva llavors parella "Makoke", per maltractaments, però finalment decidí no seguir endavant i retirà la denúncia. En agost de 2018 confirmen llur separació.
Kiko és germà bessó del també col·laborador televisiu José Antonio (Coto) Matamoros. Els seus altres dos germans són Manuel y Fernando.